# ワールドフールニュース
『ワールドフールニュース』は、2013年に制作された日本のウェブアニメ作品、および2014年4月より7月まで群馬テレビほかにて放映されていた日本のテレビアニメ作品。

## 概要
「中央テレビ」のお荷物ニュース番組『ワールドフールニュース』のキャスターに抜擢された高橋一太郎と個性豊かなスタッフによる番組作りを、コミカルかつシュールに描く。
まず、2013年に1話あたり5分のウェブアニメとして全6話が制作された後、群馬テレビ初の自社制作アニメとして2014年4月より1話あたり15分で制作されている。これに合わせ、「中央テレビ」は群馬テレビをモデルとしたものとなり、作中では同局マスコットの「ポチッとくん」などが登場。第1話放映直前の4月17日 15:45 - 16:00 には、事前特別番組が「Eposide 00」として放映されている。12話まで放送された後の7月10日放送分以降は1話に戻ってのリピート放送となる。また群馬テレビ以外でも7月より独立局を中心にネットされる地域もある。
2017年4月から6月まで、第2期となる『ワールドフールニュース PARTII』が放送された。

## キャラクター
高橋一太郎（たかはし いちたろう）
声 - 野田博史
本作の主人公。前任者の役員昇格に伴い「ワールドフールニュース」のキャスターに抜擢される。まじめな性格で、番組作りで起こる様々な問題に対して心の中でツッコむ事が多い。
薄井孝仁（うすい たかひと）
声 - ラブ守永
「ワールドフールニュース」プロデューサー。ノリのいい、軽い性格。
丸山大祐（まるやま だいすけ）
声 - ムラヤマ・J・サーシ
「ワールドフールニュース」アシスタントディレクター（AD）。関西弁を喋る、裏方組ではツッコミの多いタイプ。
本庄美貴（ほんじょう みき）
声 - 佐藤未帆
「ワールドフールニュース」AD。根はまじめなのだが妄想癖がある。
下平加奈江（しもひら かなえ）
声 - 萩原鈴
「ワールドフールニュース」で高橋とコンビを組むキャスター。天真爛漫な小悪魔系女子。
JOY、小原春香
声 - 本人（両者とも）
「JOYnt!」のMC。TV版にゲスト出演。
ジョナサン・シガー
声 - 本人
「オレ一応モデルなんですけど」のMC。
渋川正臣
声 - バロン山崎
スナックのママ
声 - 大南悠
板倉誠
声 - 長谷川ヨシテル

## スタッフ
- 監督 - マシモユウ
- 脚本 - ムラヤマ・J・サーシ、田中哲弥、ニシオカ・ト・ニール（TV版のみ）、吹原幸太
- 音楽 - yuma（web版）/yuma yamaguchi（TV版）
- 音響監督 - 山田陽
- プロデューサー - 小川智弘（コミックス・ウェーブ・フィルム）、阿部哲也（群馬テレビ、TV版のみ）
- キャスティング協力 - リップルエンターテイメント
- 製作協力 - 東日本デザイン&コンピュータ専門学校（TV版）
- 製作 - コミックス・ウェーブ・フィルム（web版）/群馬テレビ、コミックス・ウェーブ・フィルム（TV版）

## 主題歌
エンディングテーマ「ココロ踊ろ! 〜co color,oh draw〜」（TV版のみ）
作詞 - 中村遼 / 作曲 - yuma yamaguchi / 歌 - ellie

## 各話リスト
| 話数       | サブタイトル                   |
| web版      | web版                          |
| ---------- | ------------------------------ |
| Episode.01 | ニュースキャスターの憂鬱!?     |
| Episode.02 | ニュースのお時間!?             |
| Episode.03 | 世相を斬る!?                   |
| Episode.04 | スーパー赤ちゃん!?             |
| Episode.05 | スペース泥棒!?                 |
| Episode.06 | 真相究明!?                     |
| TV版第1期  |                                |
| Episode.01 | 新キャスターの憂鬱!?           |
| Episode.02 | 本番スタート!?                 |
| Episode.03 | 下平さんの休日!?               |
| Episode.04 | 草津温泉湯けむり事件!?         |
| Episode.05 | トロッコ列車で行こう!?         |
| Episode.06 | 恋に落ちた薄井さん!?           |
| Episode.07 | 一人きりの休日!?               |
| Episode.08 | JOYnt!がやってきた!? 前編      |
| Episode.09 | JOYnt!がやってきた!? 後編      |
| Episode.10 | 恐竜の里へようこそ!?           |
| Episode.11 | 再会、気になる同級生!?         |
| Episode.12 | 変わり者で行こう!?             |
| TV版第2期  |                                |
| Episode.01 | 狙われた下平さん!?             |
| Episode.02 | スーパー赤ちゃん、仕事の流儀!? |
| Episode.03 | グルメレポート大作戦!?         |
| Episode.04 | 忍び寄る影!?                   |
| Episode.05 | 薄井さん、犬の手を借りる日!?   |
| Episode.06 | 古代の国からこんにちは!?       |
| Episode.07 | すき焼きとジョナサン!?         |
| Episode.08 | 美貴ちゃんのもう一つの顔!?     |
| Episode.09 | 台風のあと!?                   |
| Episode.10 | あの日のホタルを探して!?       |
| Episode.11 | 旅立ちの季節!?                 |
| Episode.12 | それぞれの選択!?               |

## 放送局
| 放送地域 | 放送局           | 放送期間                    | 放送日時                     | 放送系列   | 備考                                                                                           |
| -------- | ---------------- | --------------------------- | ---------------------------- | ---------- | ---------------------------------------------------------------------------------------------- |
| 群馬県   | 群馬テレビ       | 2014年4月17日 - 7月3日      | 木曜 22:00 - 22:15           | 独立局     | 製作局 リピート放送あり                                                                        |
| 日本全域 | アニメバンチョー | 2014年4月18日 - 7月4日      | 金曜 12:00 更新              | ネット配信 | 第1話は恒久配信、第2話以降は1週間限定配信 web版は全話恒久配信                                  |
| 兵庫県   | サンテレビ       | 2014年7月5日 - 9月20日      | 土曜 0:15 - 0:30（金曜深夜） | 独立局     |                                                                                                |
| 三重県   | 三重テレビ       | 2014年7月10日 - 8月21日     | 木曜 17:00 - 17:30           | 独立局     | 2話連続放送                                                                                    |
| 栃木県   | とちぎテレビ     | 2014年7月26日 -             | 土曜 21:15 - 21:30           | 独立局     |                                                                                                |
| 千葉県   | 千葉テレビ       | 2014年8月3日 - 2015年9月6日 | 第1日曜 9:15 - 9:30          | 独立局     | 『ザ・サンデー千葉市』放送日に、15分間の穴埋めで放送 ※2014年10月・11月は特別番組のため放送なし |
| 埼玉県   | テレ玉           | 2014年8月14日 - 8月28日     | 木曜 19:00 - 19:55           | 独立局     | 4話連続放送                                                                                    |
| 京都府   | KBS京都          | 2014年10月4日 -             | 土曜 1:45 - 2:00（金曜深夜） | 独立局     |                                                                                                |
| 東京都   | TOKYO MX         | 2014年10月5日 -             | 日曜 6:30 - 6:45             | 独立局     | MX2、ワンセグ2で放送                                                                           |
| 神奈川県 | tvk              | 2014年10月5日 -             | 日曜 10:15 - 10:30           | 独立局     |                                                                                                |
| 岐阜県   | 岐阜放送         | 2014年10月8日 -             | 水曜 11:00 - 11:30           | 独立局     | 第2・4水曜に、2話連続放送                                                                      |